# Rhipidia choprai
Rhipidia choprai är en tvåvingeart som först beskrevs av Alexander 1927.  Rhipidia choprai ingår i släktet Rhipidia och familjen småharkrankar. Inga underarter finns listade i Catalogue of Life.